# Musica Studio's
Pour les articles homonymes, voir Musica.
Musica Studio's est un label originaire de Jakarta, en Indonésie. La société a adopté le nom de Musica Studio's en 1970, après avoir utilisé le nom de Metropolitan Studio's en 1968. Cette société est l’une des principales maisons de disques en Indonésie et produit diverses chansons et albums.

## Artiste
- Ariel
- Iwa K
- Rhoma Irama
- Yuna (Malaisie)
- Poppy Mercury (le regretté)
- Nike Ardilla (le regretté)
- Chrisye (la regretté)
- Broery (la regretté)